# Враувдёнт, Манюс
Германюс Лодевикюс Виллебрордюс (Манюс) Враувдёнт (нидерл. Hermanus Lodevicus Willebrordus "Manus" Vrauwdeunt; 29 апреля 1915, Роттердам — 8 июня 1982, там же) — нидерландский тренер и футболист, игравший на позициях полузащитника и нападающего. На протяжении 17 сезонов выступал за роттердамский «Фейеноорд». Трижды становился чемпионом страны и один раз выигрывал с клубом Кубок Нидерландов. Со 123 голами занимает 6-е место в списке лучших бомбардиров в истории «Фейеноорда».
В составе национальной сборной Нидерландов провёл один матч и забил один гол.

## Ранние годы
Манюс Враувдёнт родился 29 апреля 1915 года в Роттердаме в районе улицы Розестрат, в семье Герардюса Корнелиса Йоханнеса Враувдёнта и его жены Марии Корнелии Эйкманс. Он был младшим ребёнком в семье из десяти детей. У него было трое братьев и шестеро сестёр.

## Клубная карьера
В возрасте шестнадцати лет Враувдёнт дебютировал в составе футбольного клуба «Фейеноорд». Первую игру в чемпионате Нидерландов он провёл 20 декабря 1931 года против клуба ЗФК. Встреча завершилась поражением роттердамцев со счётом 1:5. Низкорослый нападающий быстро стал одним из ключевых игроков команды.

## Выступления за сборную
С 17 лет Манюс призывался во вторую сборную Нидерландов, он также выступал за сборную Роттердама и даже отличился за неё в товарищеском матче со сборной Нидерландов, состоявшемся в ноябре 1933 года. В январе 1934 года Враувдёнт впервые был вызван в сборную Нидерландов и принял участие в матче против сборной Будапешта.
В середине мая 1934 года Враувдёнт попал в заявку сборной на чемпионат мира в Италию, в качестве резервного игрока. На турнир он так и не поехал, как и Бас Пауэ, а их команда в итоге выбыла уже на стадии первого раунда, проиграв Швейцарии.
Спустя три года Манюс всё же дебютировал за национальную команду, это произошло 7 марта 1937 года в товарищеском матче против сборной Швейцарии, состоявшемся на Олимпийском стадионе в Амстердаме. Хозяева поля первыми открыли счёт в матче, гол забил Беб Бабхёйс. В середине второго тайма Враувдёнт удвоил преимущество своей команды. Встреча завершилась победой «оранжевых» со счётом 2:1.

## Статистика

### Матчи Враувдёнта за сборную Нидерландов
| Матчи Враувдёнта за сборную Нидерландов | Матчи Враувдёнта за сборную Нидерландов | Матчи Враувдёнта за сборную Нидерландов | Матчи Враувдёнта за сборную Нидерландов | Матчи Враувдёнта за сборную Нидерландов | Матчи Враувдёнта за сборную Нидерландов |
| --------------------------------------- | --------------------------------------- | --------------------------------------- | --------------------------------------- | --------------------------------------- | --------------------------------------- |
| №                                       | Дата                                    | Соперник                                | Счёт                                    | Голы Враувдёнта                         | Соревнование                            |
| 1                                       | 7 марта 1937                            | Швейцария                               | 2:1                                     | 1                                       | Товарищеский матч                       |

Итого: 1 матч / 1 гол; 1 победа, 0 ничьих, 0 поражений.

## Достижения
- Чемпион Нидерландов (3): 1935/36, 1937/38, 1939/40
- Обладатель Кубка Нидерландов: 1934/35

## Личная жизнь
Манюс был женат на Маритье Гудкоп. Их первый сын родился в январе 1944 года, а второй в августе 1949 года.
Старший сын Пит также стал футболистом — играл за «Фейеноорд», ДФК и ДВС.
Враувдёнт умер в июне 1982 года в Роттердаме, в возрасте 67 лет. Через несколько дней он был кремирован.